# توربیورن کریستورسن
توربیورن کریستورسن (نروژی: Torbjørn Kristoffersen; ۴ مهٔ ۱۸۹۲ – ۱۴ آوریل ۱۹۸۶) ژیمناست هنری اهل نروژ بود.